# 29 Anfitrite
Anfitrite (asteroide 29) é um asteroide da cintura principal com um diâmetro de 212,22 quilómetros, a 2,36865584 UA. Possui uma excentricidade de 0,07258542 e um período orbital de 1 490,83 dias (4,08 anos).
Anfitrite tem uma velocidade orbital média de 18,63711665 km/s e uma inclinação de 6,09644302º.
Este asteroide foi descoberto em 1 de março de 1854 por Albert Marth.
Foi batizado em honra de Anfitrite, a deusa grega dos mares.

## Missão Galileu
O Anfitrite seria o primeiro asteroide a ser visitado por uma sonda espacial. A NASA planejava lançar a sonda Galileu, em maio de 1986, na missão STS-61-G do ônibus espacial Atlantis. A Galileu fotografaria em dezembro de 1986 o asteroide Anfitrite, na sua rota em direção ao planeta Júpiter.
Contudo em virtude da explosão do Challenger em janeiro de 1986, houve uma mudança nos planos e os asteroides fotografados pela Galileu foram o 951 Gaspra e 243 Ida.